# En attendant la fin
Singles de M. Pokora
À nos actes manqués
(2011) Juste un instant
(2012)
En attendant la fin est une chanson de M. Pokora extraite de l'album Mise à jour.